# MASK (Aqua Timez의 노래)
〈MASK〉(마스크)는 Aqua Timez가 2012년 9월 11일에 출시한 《Because You Are You》 앨범의 노래이자 14번째 싱글이다. 이노래는 애니메이션 《블리치》의 30번째 닫는 노래로 사용 됐다. 이외에도 Aqua Timez의 《ALONES》《Velonica》《千の夜をこえて》가 블리치 주제가로 사용되었다.